# Tercer Gobierno Kretschmer
El Tercer Gobierno de Michael Kretschmer ejerce el poder ejecutivo de Sajonia, a partir del 19 de diciembre de 2024. Encabezado por el político Michael Kretschmer, el gobierno está integrado por los partidos políticos Unión Demócrata Cristiana de Alemania (CDU) y Partido Socialdemócrata de Alemania (SPD).

## Mandato
Este gobierno está dirigido por el ministro presidente democristiano Michael Kretschmer. Está formado y apoyado por una coalición en minoría entre la Unión Demócrata Cristiana de Alemania (CDU) y el Partido Socialdemócrata de Alemania (SPD). Juntos tienen 51 diputados de 120 de los escaños en el Parlamento Regional Sajón.
Por lo tanto, sucede al Segundo Gobierno Kretschmer, formado por la CDU el SPD y la B'90/Grüne.

## Gabinete ministerial
Unión Demócrata Cristiana de Alemania     Partido Socialdemócrata de Alemania

### Ministro Presidente del Gobierno del Estado Libre de Sajonia
| Fotografía | Ministro presidente | Período                 | Período     | Partido | Partido |
| Fotografía | Ministro presidente | Inicio                  | Fin         | Partido | Partido |
| ---------- | ------------------- | ----------------------- | ----------- | ------- | ------- |
|            | Michael Kretschmer  | 19 de diciembre de 2024 | En el cargo |         |         |

### Viceministra presidenta del Gobierno del Estado Libre de Sajonia
| Fotografía | Vice primer ministro | Período                 | Período     | Partido | Partido |
| Fotografía | Vice primer ministro | Inicio                  | Fin         | Partido | Partido |
| ---------- | -------------------- | ----------------------- | ----------- | ------- | ------- |
|            | Petra Köpping        | 19 de diciembre de 2024 | En el cargo |         |         |

### Ministros
| Ministerio                                        | Fotografía | Titular                      | Período                 | Período     | Partido | Partido |
| Ministerio                                        | Fotografía | Titular                      | Inicio                  | Fin         | Partido | Partido |
| ------------------------------------------------- | ---------- | ---------------------------- | ----------------------- | ----------- | ------- | ------- |
| Asuntos Sociales, Sanidad y Cohesión Social       |            | Petra Köpping                | 19 de diciembre de 2024 | En el cargo |         |         |
| Ciencia                                           |            | Sebastian Gemkow             | 19 de diciembre de 2024 | En el cargo |         |         |
| Cultura y Turismo                                 |            | Barbara Klepsch              | 19 de diciembre de 2024 | En el cargo |         |         |
| Economía, Trabajo, Energía y Protección del Clima |            | Dirk Panter                  | 19 de diciembre de 2024 | En el cargo |         |         |
| Educación                                         |            | Conrad Clemens               | 19 de diciembre de 2024 | En el cargo |         |         |
| Finanzas                                          |            | Christian Piwarz             | 19 de diciembre de 2024 | En el cargo |         |         |
| Infraestructuras y Desarrollo Regional            |            | Regina Kraushaar             | 19 de diciembre de 2024 | En el cargo |         |         |
| Interior                                          |            | Armin Schuster               | 19 de diciembre de 2024 | En el cargo |         |         |
| Justicia                                          |            | Constanze Geiert             | 19 de diciembre de 2024 | En el cargo |         |         |
| Medio Ambiente y Agricultura                      |            | Georg-Ludwig von Breitenbuch | 19 de diciembre de 2024 | En el cargo |         |         |